# Васил Тупурковски
Васил (Циле) Тупурковски (на македонска литературна норма: Васил Тупурковски) е политик от Северна Македония.

## Биография
Роден е на 8 април 1951 година в град Скопие в семейството на Димитър Топурковски. През 1972 година завършва Юридическия факултет на Скопския университет, а през 1976 завършва международно право. От 1983 година става редовен професор в Скопския университет. През 1998 година основава партията Демократическа алтернатива. Член е на председателството на Югославия, както и на това на Централния комитет на ЮКП и на ЦК на МКП. В известен период е председател на Македонския олимпийски комитет и на асоциацията на Балканските национални олимпийски комитет. През декември 1999 година е назначен за вицепремиер на Република Македония. През април 2009 година е осъден на 3 години затвор за злоупотреба и присвояване на обществени средства. На 9 декември 2009 година това решение е отменено от Апелативния съд на Република Македония.